# Camp romain des Chaudes
Le camp romain des Chaudes est un camp romain situé à Néris-les-Bains, en France.

## Localisation
Le camp romain est situé sur la commune de Néris-les-Bains, dans le département français de l'Allier.

## Historique
L'édifice est classé au titre des monuments historiques en 1927.